# Capriol Suite
Capriol Suite ist ein musikalisches Werk des englischen Komponisten Peter Warlock, entstanden im Oktober 1926. Es ist eine Suite aus sechs Tänzen, die nach Angaben des Komponisten der 1588 entstandenen Orchésographie des französischen Priesters und Renaissancechoreografen Thoinot Arbeau entnommen sind. Warlocks Biograf Cecil Gray schrieb dazu: „Wenn man diese Stücke mit dem vergleicht, was der Komponist aus ihnen gemacht hat, wird ersichtlich, dass man sie in jeder Hinsicht als selbstständiges Werk betrachten kann.“
Die Suite ist das populärste Werk des Komponisten. Sie besteht aus den folgenden Sätzen:
1. Basse Danse (Allegro moderato)
2. Pavane (Allegretto ma un poco lento)
3. Tordion (Con moto)
4. Bransles (Presto)
5. Pieds en l'air (Andantino tranquillo)
6. Mattachins (Allegro con brio)

Zunächst verfasste Warlock das Stück für zwei Klaviere, dann für Streichorchester. 1928 entstand eine Fassung für Sinfonieorchester.